# María Encarnación Roca Trías
María Encarnación "Encarna" Roca Trías  (Barcelona, 26 de abril de 1944) é um jurista, professora e escritora espanhola. Foi juíza da Câmara Cível do Supremo Tribunal entre 2005 e 2014, juíza do Tribunal Constitucional entre 2012 e 2021 e vice-presidente do Tribunal Constitucional entre 2017 e 2021.

## Biografia
Formou-se em Direito, em 1966, e doutorou-se pela Universidade de Barcelona, onde foi professora desde 1968, ocupando a cátedra de direito civil catalão Durán y Bas entre 1979 e 1998. Também foi vice-reitora e secretária geral da universidade entre 1986 e 1993. Lecionou como professora visitante em diversos centros, incluindo o Wolfson College em Oxford (1995 e 1998), e participou de inúmeras conferências jurídicas internacionais. Em 2012, recebeu o doutorado honoris causa da Universidade de Girona.
Foi uma das fundadoras, em 1980, da Conferência Jurídica Catalã em Tossa de Mar, onde tem participado regularmente. O seu trabalho de investigação centrou-se no direito civil catalão, direito de família e direito civil constitucional. Foi também diretora da Revista Jurídica da Catalunha (1996–2012). Ingressou no Instituto de Estudos Catalães, em 1995, como membra titular e é a primeira mulher a ser eleita membra da Academia de Jurisprudência e Legislação da Catalunha (1980) e da Real Academia de Jurisprudência e Legislação (2011).

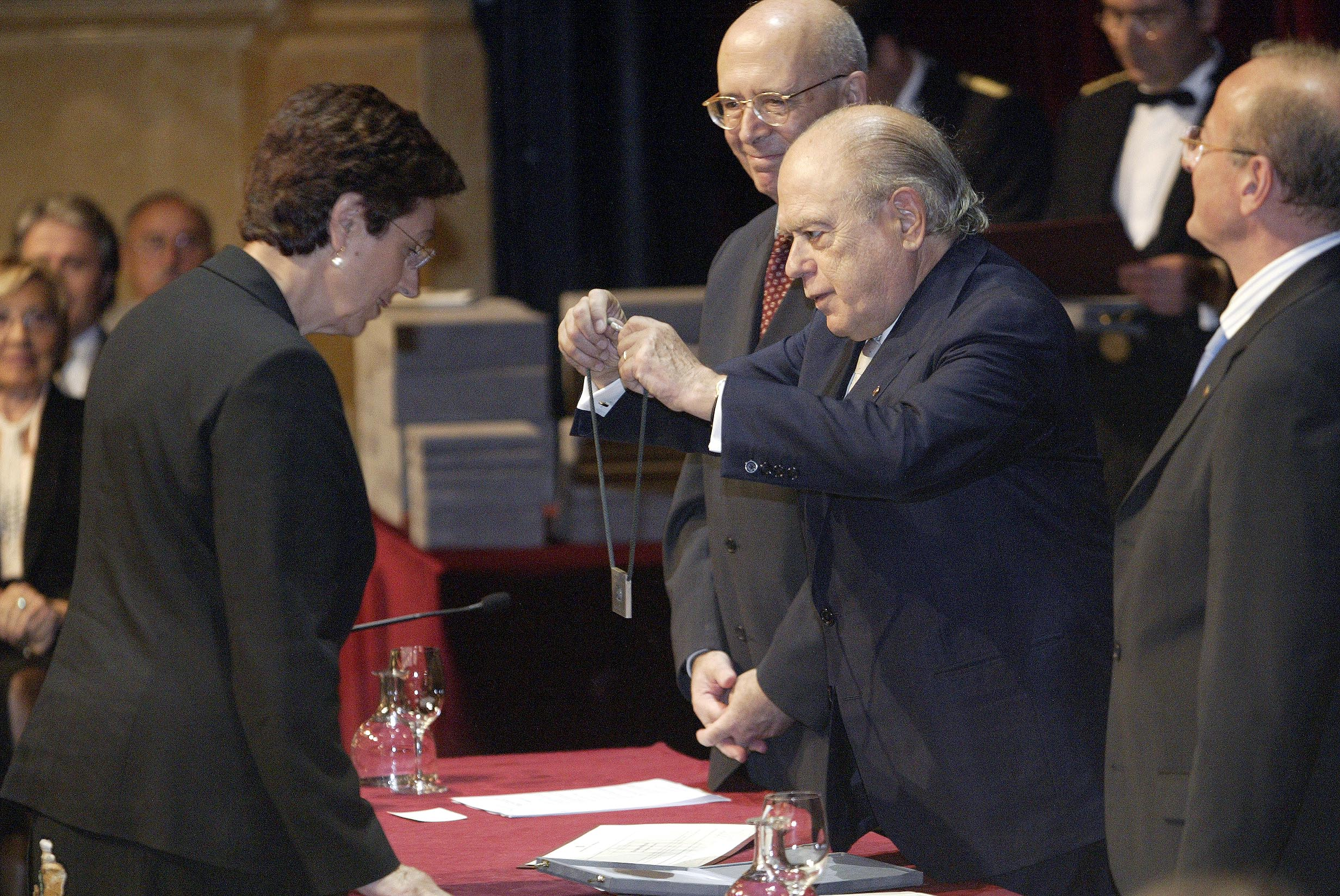
Recebendo a Cruz de São Jorge do então presidente da Generalidade da Catalunha, Jordi Pujol, em 2003.

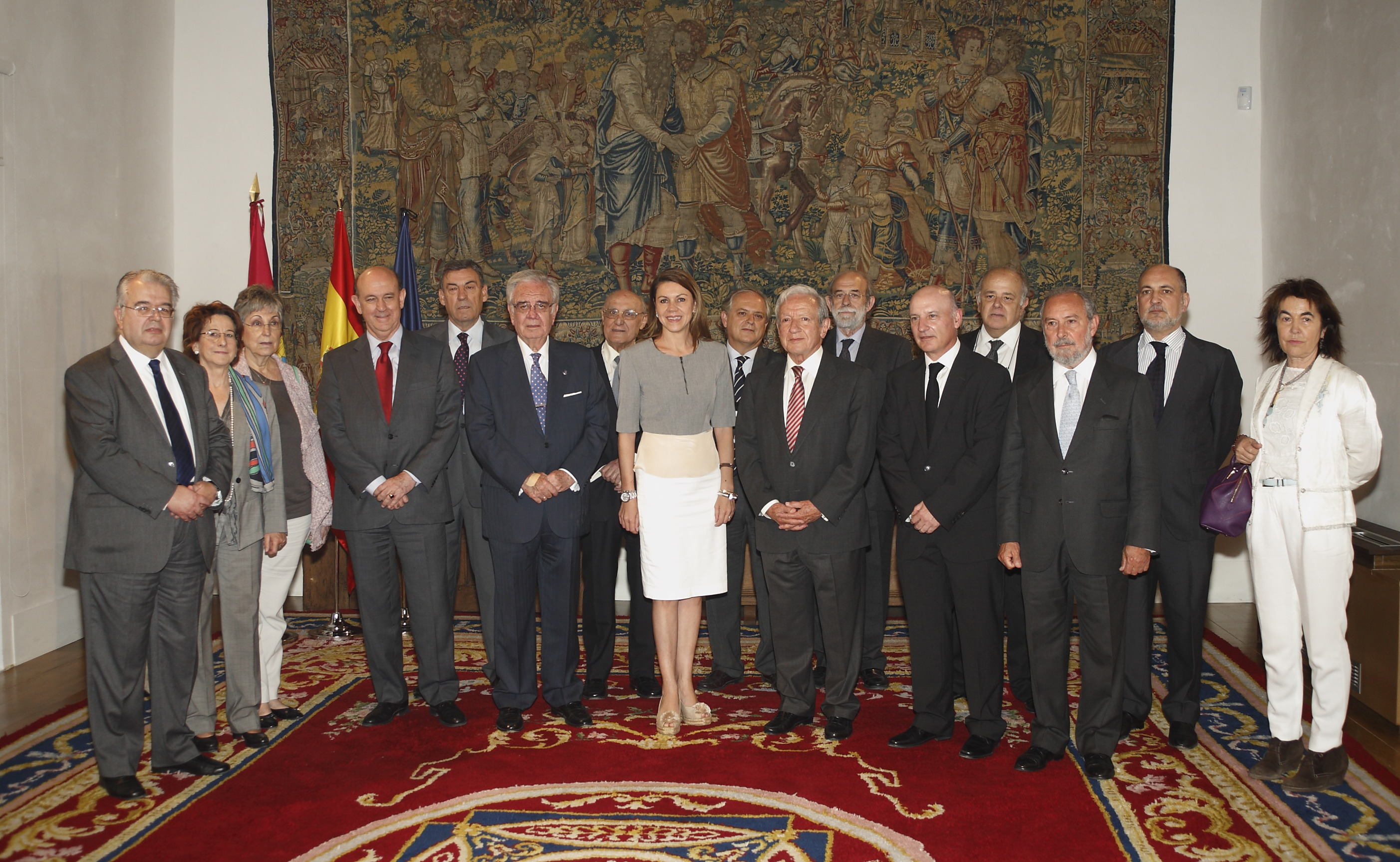
Na foto oficial da recepção oferecida pela então presidente da Junta de Comunidades de Castela-Mancha, María Dolores de Cospedal, aos membros do Tribunal Constitucional, em 2013.

Entre 1983 e 2005, foi membra da Comissão Consultiva Jurídica da Generalidade da Catalunha. Em 2005, tornou-se a primeira juíza na Câmara Cível do Supremo Tribunal de Espanha. Na prática jurídica, tem se destacado no direito de família, área em que suas decisões consolidaram jurisprudência na busca de maior igualdade entre os sexos em termos de direitos e obrigações.
Em 2012, o Congresso dos Deputados nomeou-a magistrada do Tribunal Constitucional. Assumiu o cargo, em 23 de julho. No exercício do seu mandato, foi a favor da declaração de inconstitucionalidade da consulta sobre o futuro político da Catalunha realizada em 9 de novembro de 2014 e de dois artigos da Lei do Parlamento da Catalunha 10/2014, de 26 de setembro, sobre consultas populares não referendadas e outras formas de participação dos cidadãos.
Depois de servir brevemente como presidente do Tribunal Constitucional entre 14 e 22 de março de 2017, após o término dos mandatos como magistrados do anterior presidente e vice-presidente do tribunal, em 22 de março, elegeu-se vice-presidente do Tribunal Superior, cargo que ocupou até novembro de 2021, quando expirou seu mandato.
Em abril de 2022, o rei Filipe concedeu-lhe, por proposta do ministro dos Negócios Estrangeiros, a Grã-Cruz da Ordem de Isabel, a Católica.

## Obras
- Naturaleza y contenido de la legítima en el derecho civil catalán (1976)
- El derecho civil catalán en la jurisprudencia (1977)
- Fundamentos de Derecho Civil de Cataluña. Com Lluís Puig Ferriol Editora Bosch: 1979–82 (4 volumes). ISBN 978-8-47-162833-6[16]
- Instituciones de derecho civil de Cataluña. Com Lluís Puig Ferriol. Editora Bosch: 1984. ISBN 978-8-47-580374-6[17]
- Familia y cambio social (1999)
- Derecho de daños. Editora Tirant lo Blanch: 2007. ISBN 978-8-49-004297-7[18]

## Prêmios
- Prêmio Antoni M. Borrell Soler do Instituto de Estudos Catalães (1973)
- Prêmio Durán y Bas da Ordem dos Advogados de Barcelona (1977)
- Prêmio Miquel Casals Colldecarrera da Fundació Congrés de Cultura Catalana (1995) juntamente com Lluís Puig i Ferriol
- Medalha Narcís Monturiol de mérito científico e tecnológico da Generalidade da Catalunha (2002)
- Cruz de São Jorge da Generalidade da Catalunha (2003)
- Prêmio Puig Salellas do Colégio Notarial da Catalunha (2012)

## Condecorações
- Grã-Cruz da Ordem de Isabel, a Católica (2022)[15]